# Candy kicks
츠지 시온의 메이져 데뷔작인 《Candy Kicks》는 발매전 일본 전국의 46개 라디오 및 텔레비전 방송국에서 추천 방송되었다. 이것은 10대 여성 솔로 가수로서는 최다수로 기록되어 있다. 또한, 츠지 시온은 이 곡으로 제2회 레코쵸쿠 신인배 그랑프리를 수상했다.

## 수록곡
1. Candy kicks (4분 15초)
TBS계음악방송'COUNT DOWN TV' 2008년 11월 오프닝 테마송.
2. 17 (3분 50초)
3. Take me home (4분 32초)
4. Candy kicks (Instrumental) (4분 15초)

전곡 작사/작곡：츠지 시온, 편곡：mw

## 수록 앨범
- Catch!（#1, #3） - #3은 앨범 버전으로 수록되었다.